# 몬테실바노
몬테실바노(이탈리아어: Montesilvano)는 이탈리아 아브루초주 페스카라도에 위치한 코무네다. 몬테실바노의 명칭에서 실바는 숲이 진 언덕을 뜻하는 라틴어 실바(Silva)에서 전래되었다.